# Nederlanders in het Canadese voetbal
Nederlanders in het Canadese voetbal geeft een overzicht van Nederlanders die een contract hebben (gehad) bij Canadese voetbalclubs.

## Voetballers
| Naam                 | Club                | Van  | Tot   | Opmerkingen |
| -------------------- | ------------------- | ---- | ----- | ----------- |
| Robert Alberts       | Vancouver Whitecaps | 1975 | 1976  |             |
| Hans Bongers         | Vancouver Whitecaps | 1980 | 1981  | indoor      |
| Geert Brusselers     | Calgary Mustangs    | 2004 | 2005  |             |
| Ruud Krol            | Vancouver Whitecaps | 1980 | 1980  |             |
| Frans Thijssen       | Vancouver Whitecaps | 1983 | 1984  |             |
| Danny Koevermans     | Toronto FC          | 2011 | 2013  |             |
| Gregory van der Wiel | Toronto FC          | 2018 | heden |             |
| Elbekay Bouchiba     | Toronto FC          | 2011 | 2012  |             |
| Ilja van Leerdam     | FC Edmonton         | 2012 | 2012  |             |
| Paul Matthijs        | FC Edmonton         | 2010 | 2011  |             |
| Nick Soolsma         | Toronto FC          | 2011 | 2012  |             |
| Rein Baart           | FC Edmonton         | 2010 | 2011  |             |
| Javier Martina       | Toronto FC          | 2011 | 2011  |             |
| Sander van Gessel    | FC Edmonton         | 2010 | 2011  |             |
| Dwight Lodeweges     | Edmonton Drillers   | 1979 | 1982  |             |
| Dwight Lodeweges     | Montreal Manic      | 1983 | 1983  |             |
| Hans Kraay jr.       | Edmonton Drillers   | 1979 | 1979  |             |
| Jan Goossens         | Edmonton Drillers   | 1979 | 1982  |             |
| André Oostrom        | Edmonton Drillers   | 1980 | 1982  |             |
| Rob Ouwehand         | Edmonton Drillers   | 1979 | 1979  |             |
| Lex Schoenmaker      | Edmonton Drillers   | 1980 | 1980  |             |
| Henk ten Cate        | Edmonton Drillers   | 1980 | 1980  |             |
| Jan Endeman          | Edmonton Drillers   | 1979 | 1979  |             |

## Trainers
| Naam             | Club        | Van  | Tot  | Opmerkingen |
| ---------------- | ----------- | ---- | ---- | ----------- |
| Harry Sinkgraven | FC Edmonton | 2010 | 2012 |             |
| Aron Winter      | Toronto FC  | 2011 | 2012 |             |
| Hans Schrijver   | FC Edmonton | 2010 | 2010 | assistent   |
| Bob de Klerk     | Toronto FC  | 2011 | 2012 | assistent   |
| Edwin Petersen   | FC Edmonton | 2011 | 2012 | assistent   |
| Dwight Lodeweges | FC Edmonton | 2010 | 2010 |             |

Voetbalbonden ·
Albanië ·
Angola ·
Armenië ·
Australië ·
Azerbeidzjan ·
Bahrein ·
België ·
Bhutan ·
Bulgarije ·
Canada ·
China ·
Congo-Kinshasa · 
Cyprus ·
Denemarken ·
Duitsland ·
Egypte ·
Engeland ·
Estland ·
Ethiopië ·
Faeröer ·
Filipijnen ·
Finland ·
Frankrijk ·
Georgië ·
Ghana ·
Griekenland ·
Hongarije ·
Hongkong ·
Ierland ·
IJsland ·
Indonesië ·
Iran ·
Israël ·
Italië ·
Japan ·
Kazachstan ·
Koeweit ·
Litouwen ·
 Luxemburg ·
Maleisië ·
Malta ·
Marokko ·
Mexico ·
Namibië ·
Nieuw-Zeeland ·
Noorwegen ·
Oekraïne ·
Oezbekistan ·
Oostenrijk ·
Polen ·
Portugal ·
Qatar ·
Roemenië ·
Rusland ·
Rwanda ·
Saoedi-Arabië ·
Schotland ·
Singapore ·
Slovenië ·
Slowakije ·
Spanje ·
Tanzania ·
Turkije ·
Tuvalu ·
VAE ·
Venezuela ·
Verenigde Staten ·
Vietnam ·
Zimbabwe ·
Zuid-Afrika ·
Zuid-Korea ·
Zweden ·
Zwitserland